# Oued El Ma
Oued El Ma (Ighzer n Waman en tamazight, Lomsotti dans l’Antiquité[réf. nécessaire], et Bernelle durant la période coloniale) est une commune de la wilaya de Batna en Algérie.

## Géographie

### Situation
Le territoire de la commune d'Oued El Ma est situé au centre de la wilaya de Batna.
| El Hassi                | Zanat El Beida | Zanat El Beida |
| Ksar Bellezma, Merouana | Oued El Ma     | Seriana        |
| Hidoussa                | Oued Chaaba    | Batna          |

### Climat
Le climat de la commune, est semi-aride, très froid en hiver et chaud en été où la température atteint parfois les 42 °C.

### Localités de la commune
La commune d'Oued El Ma est composée de 12 cites :
-cite centre-ville
- cite brakta
- cite 5 juillet
- cite elmojahid
- cite de sud
- cite alikhoua alia
- cite blkasmi joumoayi
- cite 150
- cite 120
- cite souala saadi
- cite megllati
- cite( riko)
- cite ben ali
- cite ouled manaa
- cite elhassi
- cite dakhlat ben kial

## Toponymie
La ville d'Oued El Ma doit l'origine de son nom à Ighzer n'Alma , (Oued ; rivière et Alma : le mont du Djebel Telmet).

## Population
La ville de Oued Elma est constituée des descendants de différentes tribus parmi lesquelles on trouve les Ouled Menaa, les Brakta, les Ouled Mehena Lahlimia.et les minorités de l'extérieur de la wilaya de Batna.

### Pyramide des âges
| Hommes | Classe d’âge | Femmes |
| ------ | ------------ | ------ |
| 0,56   | 80 ans et +  | 0,48   |
| 1,36   | 70 à 79 ans  | 1,35   |
| 1,69   | 60 à 69 ans  | 2,07   |
| 3,33   | 50 à 59 ans  | 3,11   |
| 5,06   | 40 à 49 ans  | 5,26   |
| 7,1    | 30 à 39 ans  | 7,15   |
| 10,62  | 20 à 29 ans  | 10,32  |
| 11,44  | 10 à 19 ans  | 11,13  |
| 9,39   | 0 à 9 ans    | 8,48   |
| 0,03   | nd           | 0,08   |

| Hommes | Classe d’âge | Femmes |
| ------ | ------------ | ------ |
| 0,49   | 80 ans et +  | 0,48   |
| 1,21   | 70 à 79 ans  | 1,23   |
| 1,77   | 60 à 69 ans  | 1,8    |
| 3,43   | 50 à 59 ans  | 3,37   |
| 5,04   | 40 à 49 ans  | 5,25   |
| 6,80   | 30 à 39 ans  | 6,88   |
| 10,74  | 20 à 29 ans  | 10,39  |
| 11,29  | 10 à 19 ans  | 10,84  |
| 9,69   | 0 à 9 ans    | 9,25   |
| 0,02   | nd           | 0,03   |

## Patrimoine

### Patrimoine religieux
La commune dispose de trois mosquée dont celle d'El-Atiq, au centre-ville, construite à la place de l'ancienne église.

### Patrimoine environnemental
Le grand canal en hauteur de la ville qui dirige l’eau des hauteurs des montagnes vers les prairies en bas de la ville et les canalisations en pierre. Il est actuellement coupé de sa source d'eau à Ouled Manaâ, couvert de terre et laissé à l'abandon.
De nombreux sites naturels à visiter aux alentours de Oued El Ma : Thamatchit, ElHajrine, Amane Iberkane "les eaux noires", Chalala avec son mont Thalamat, Mestawa.

### Patrimoine civil
- L'école primaire au style colonial avec son horloge.
- Le square du centre-ville.

## Économie
L'économie de Oued El Ma est principalement agricole et tertiaire. La plaine de Belezma apporte aux habitants l'essentiel des revenus en produits agricoles et maraichers.

## Infrastructures
- Enseignement : un lycée mixte, deux collèges, et plusieurs écoles primaires[Combien ?].
- Sport : un stade.
- Culture : une salle des fêtes et une maison de la jeunesse.

## Personnalités liées à la commune
- Massinissa, chanteur de musique chaoui, né à Oued El Ma.